# Bernardino Luini

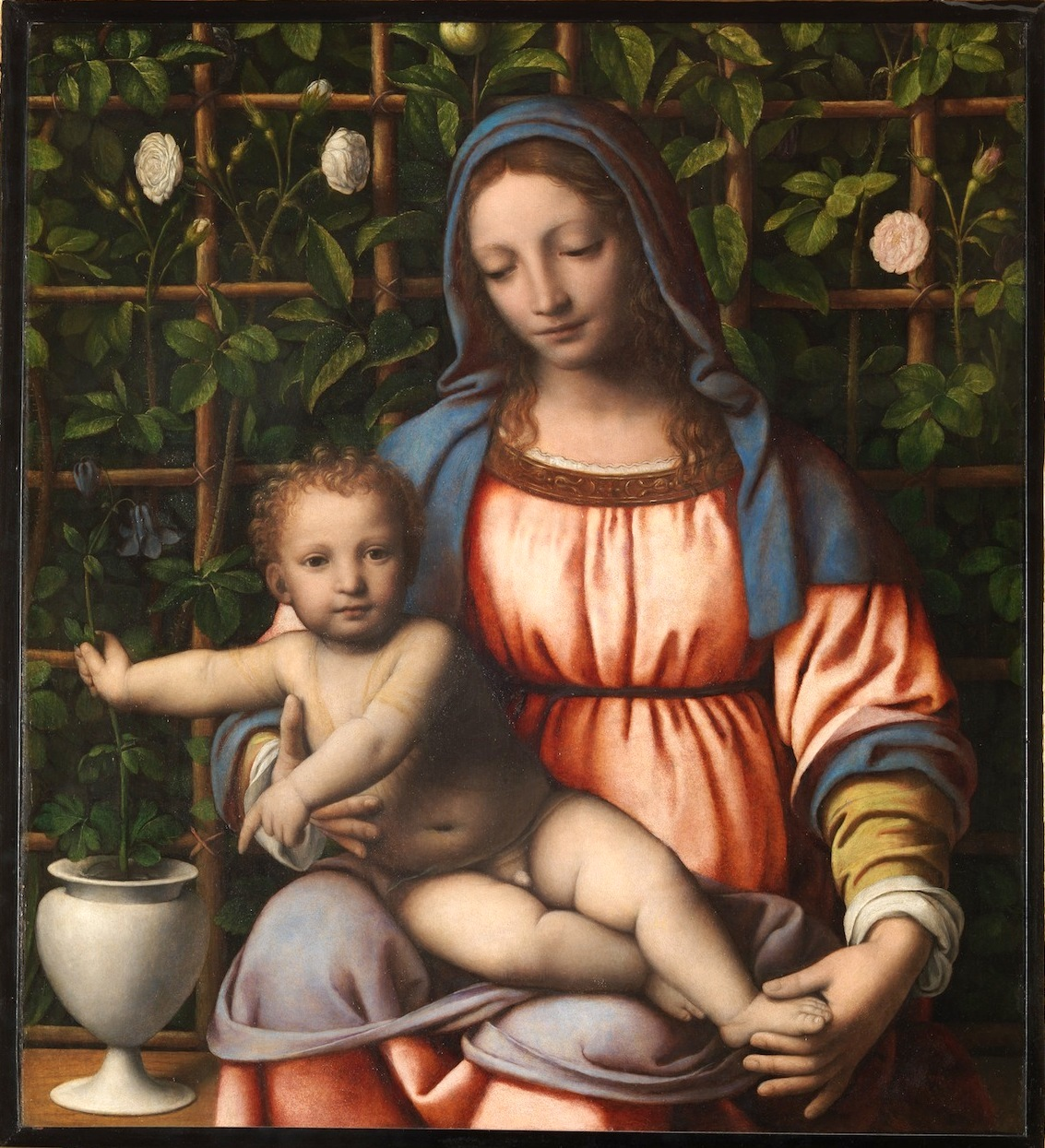
Madonna vor der Rosenhecke

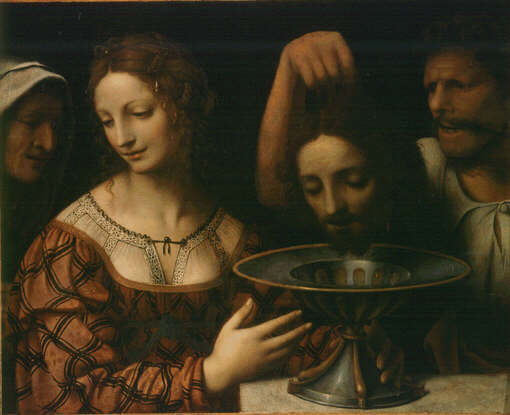
Salome, 58 × 51 cm, Tempera auf Holz, Galleria degli Uffizi, Florenz

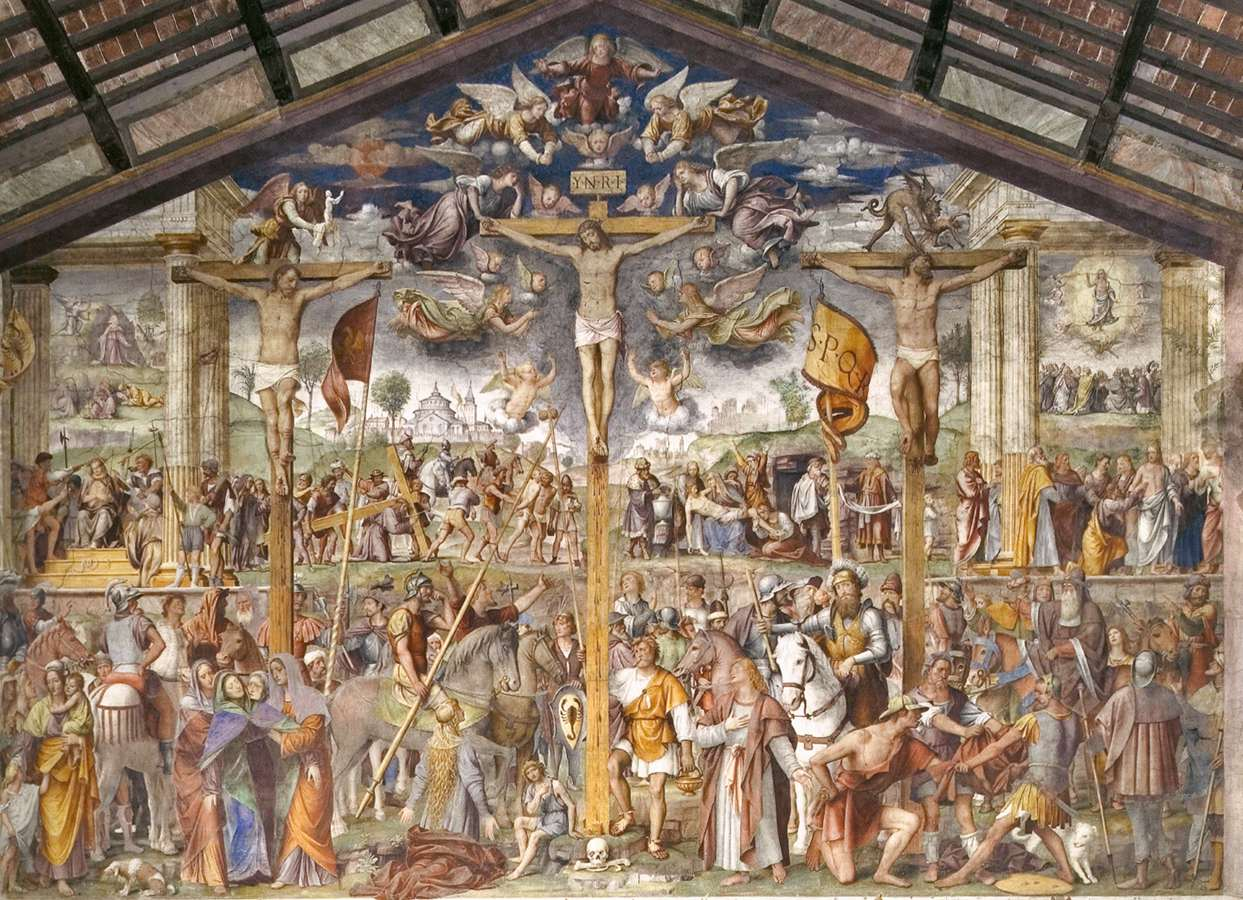
Kreuzigung in der Kirche Santa Maria degli Angioli in Lugano

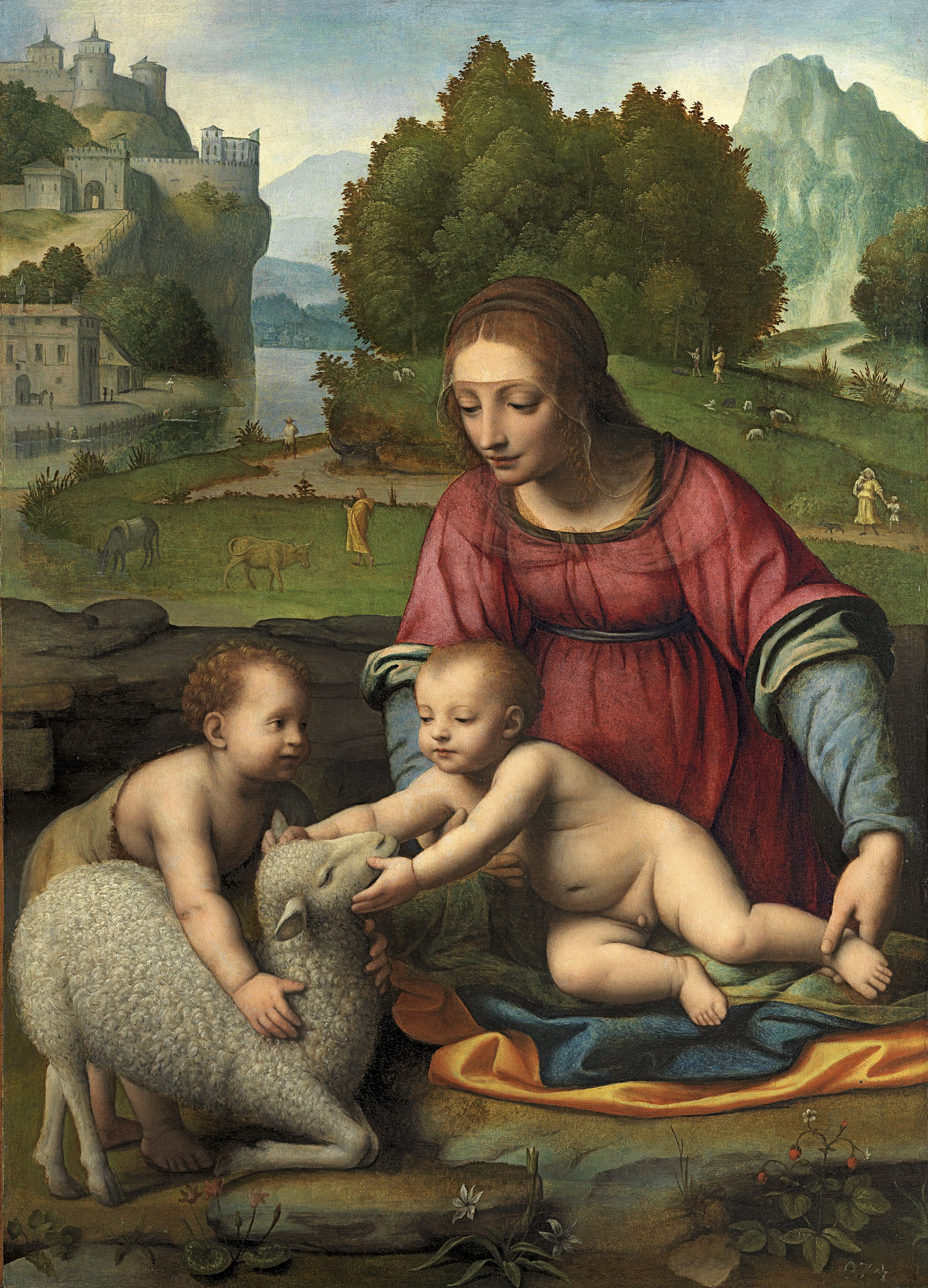
Bernardino Luini, Jungfrau und Kind mit dem Säugling Johannes dem Täufer, 1523–1525

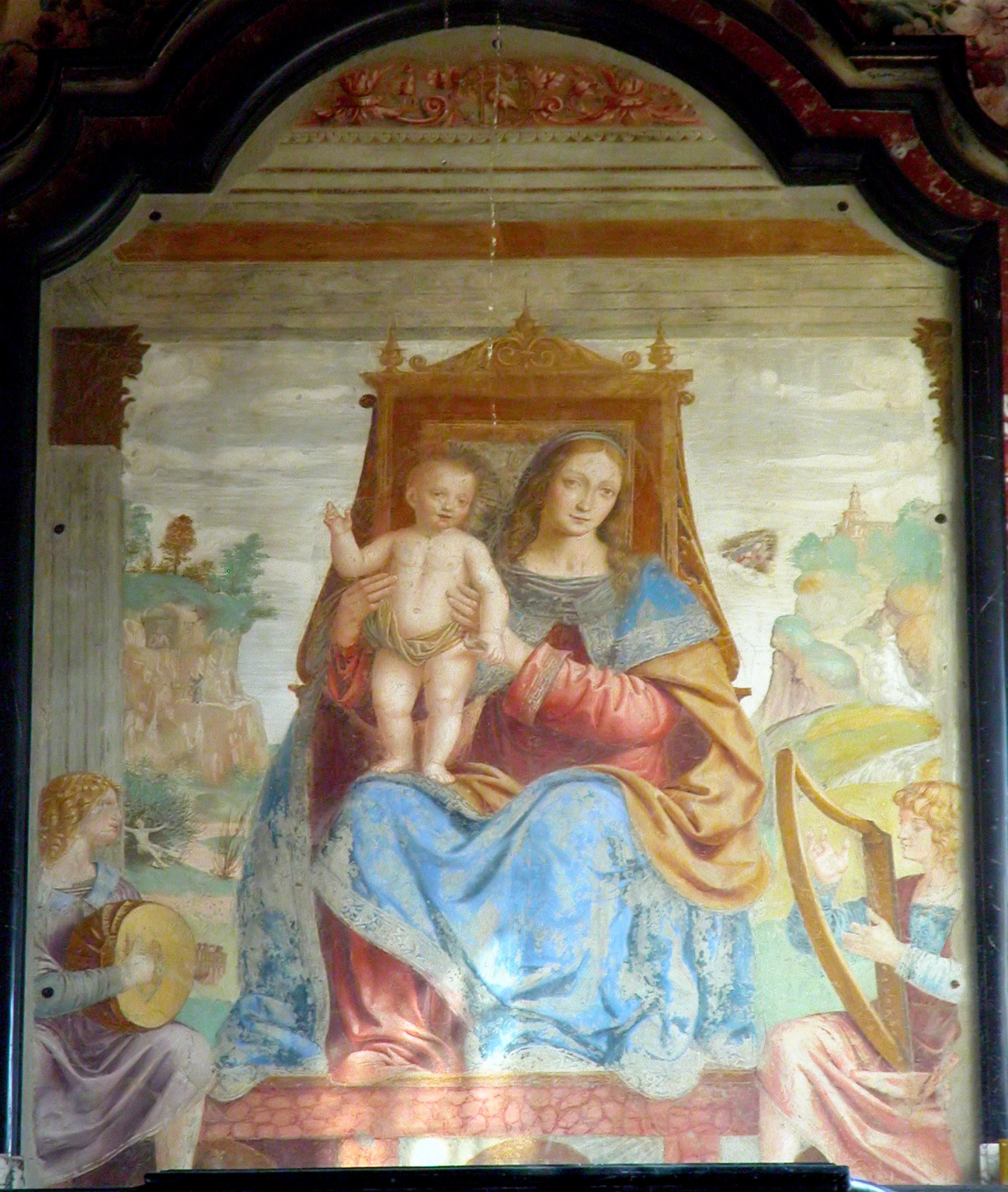
Bernardino Luini, Madonna della Buonanotte

Bernardino Luini oder Bernardino de Schapis (geboren vor September 1482 in Runo, Gemeinde Dumenza in der Nähe von Luino am Ostufer des Lago Maggiore; gestorben 1. Juli 1532 in Mailand) war ein italienischer Maler.

## Leben und Werk
Bernardino Luini war Sohn von Grundbesitzer Obst- und Gemüsehändler Giovanni Donato de Schapis und dessen Ehefrau Caterina Ravasi. Um 1510 heiratete Bernardino Margherita Lomazzo, mit der er vier Söhne hatte: Tobia, Evangelista, Giovan Pietro und Aurelio, die beiden letzteren waren Maler. Luini hielt sich zwischen 1504 und 1507 in der Region Venetien und möglicherweise in Treviso auf, wo er möglicherweise Verbindungen zu den in dieser Stadt tätigen lombardischen Bildhauern hatte, wie der Familie Lombardo, die zwischen 1485 und 1506 im Dom von Treviso tätig war, oder den Brüdern Lorenzo und Giovan Battista Bregno, die zwischen 1499 und 1503 in der Kirche San Niccolò di Treviso tätig waren. Weitere Werke aus dieser Phase, zu Beginn der venezianischen Periode und nach 1504, sind eine Madonna mit Kind im Keresztény Múzeum in Esztergom und, vielleicht etwas früher als 1507, die Beweinung des toten Christus im Szépművészeti Múzeum in Budapest.
Luini war ab etwa 1505 in der Lombardei als Maler tätig und wurde von der lombardischen Schule, dem Werk Raffaels, von Melozzo da Forlì und von Leonardo da Vinci maßgeblich geprägt. Erfindungen Leonardos griff er auf, um sie zu eigenen Bildern zu verarbeiten. So beruht seine Salome mit dem Haupt Johannes des Täufers (Uffizien) auf Leonardos La Scapigliata (Parma) und seine Heilige Familie mit dem jungen Johannes (Prado) gibt uns eine recht klare Vorstellung von Leonardos verschollener Originalzeichnung der einander küssenden Kinder.
Das früheste bekannte, allerdings umstrittene Werk Luinis ist Madonna mit dem Kind und zwei Heiligen von 1507, das heute im Musée Jacquemart-André in Paris ausgestellt wird. Die Rückkehr nach Mailand brachte Luini in engeren Kontakt mit den neuen „modernen“ Meistern: Bernardo Zenale und vor allem Bramantino, dessen Ruhm sich nach Leonardos Abwesenheit von der Stadt zwischen 1503 und 1509 (nach einem Jahr in Rom) sowohl bei den Mailänder Adeligen als auch im Umfeld der französischen Herrscher stark gefestigt hatte. Der Freskenzyklus, den Luini für die Vorstadtvilla La Pelucca von Gerolamo Rabia in der Nähe von Sesto San Giovanni malte und der erstmals 1500 urkundlich erwähnt wird, scheint von seiner Kenntnis der Werke Bramantinos stark beeinflusst worden zu sein.
In dem Kloster Chiaravalle Milanese befindet sich auch seine Madonna della Buonanotte: nach dem Abendgebet in der Kirche kamen die Mönche auf dem Weg in ihre Zellen an diesem Bild vorbei und wünschten sich gute Nacht. Zwischen 1510 (Datum der Gründung einer der Jungfrau geweihten Bruderschaft) und 1512 ist das von Luini für die Kirche Sankt Andrea in Ortschaft Maggianico der Gemeinde Lecco geschaffene Polyptychon anzusiedeln. Im Jahr 1516 schmückte er auf Wunsch von Luca Terzago die Kapelle des Heiligen Sakraments in der Mailänder Kirche San Giorgio al Palazzo mit Fresken am Gewölbe (Kreuzigung) und vier Tafeln (Beweinung Christi, Dornenkrönung, Geißelung und Ecce Homo): stilistisch zeigen diese Gemälde neue Berührungspunkte und neue Beiträge, insbesondere von Andrea Solario und Giovanni Francesco Caroto. Zwischen Juli 1517 und 8. Januar 1518 schuf Luini im Auftrag von Kardinal Scaramuccia Trivulzio das Altarbild von San Gerolamo für das Dom zu Como. Im Jahr 1523 unterzeichnete Luini einen Vertrag mit der Fabbriceria der Basilika San Magno in Legnano für ein Polyptychon, das die Thronende Madonna mit Engeln darstellt. Das Torriani-Polyptychon, in Ausführung des am 16. April 1523 notariell beurkundeten Testaments von Cristoforo Della Torre, mit der Madonna, den Heiligen und den Geschichten der Heiligen Märtyrer, Sisinio und Alexander, ausgeführt für die Kirche San Sisinio in Mendrisio, stammt aus dem Jahr 1524.
Der Zyklus in der großen Kapelle der Wallfahrtskirche Beata Vergine dei Miracoli von Saronno ist auf der großen Tafel mit der Darstellung des Jesu im Tempel auf das Jahr 1525 datiert, wo er sich mit „Bernardinus Lovinus“ unterzeichnet. Luini war in späteren Jahren vor allem als Freskenmaler beschäftigt. Im Jahr 1529 hielt sich Luini in Lugano auf, wo er ein großes Fresko mit der Darstellung der Kreuzigung in der Kirche Sanat Maria degli Angeli malte, für das 1530 und sogar noch 1532, nach seinem Tod, Zahlungen geleistet wurden. Auch die kleine Kreuzigung in der Kirche San Nazario in Dino, einer Fraktion der Gemeinde Sonvico ist ihm zugeschrieben.